# 黄金の艦隊
『黄金の艦隊』（おうごんのかんたい）は、飯島祐輔の短編架空戦記漫画『北海の堕天使（ほっかいのだてんし）』・『GO!GO!ビスマルク（ゴー!ゴー!ビスマルク）』・『燃ゆる大海嘯（もゆるだいかいしょう）』の3作品を収録した単行本。

## 北海の堕天使
吉岡平の同題の架空戦記小説のコミカライズ作品。初出は『奇想艦隊』（徳間書店）の第4号から8号（1993年から1994年）まで連載。

### ストーリー
193X年の夏。日本から北欧の小国・トルステイン公国に向かう途上にあった樫村城児と高垣進策が乗艦する軽巡・石狩は、国籍不明の戦艦による突然の砲撃を受け、撃沈されてしまう。海上に投げ出された2人は、国籍不明艦に引き上げられ捕虜となった。その戦艦の艦長はフレイヤという謎の女性であり、戦艦は行方不明となっていたトルステイン海軍のヨツンハイムであった。

### 登場人物
樫村 城児
日本海軍大尉。トルステインへの使節として石狩に乗艦する。「海の男の正義」を行動指針とし、フレイヤの保護とヨツンハイムの撃沈を図る。
高垣 進策
「帝都日報」記者。トルステインへの使節団に同行する。機転は効かないが、フレイヤを命懸けで守ろうとする。
フレイヤ
ヨツンハイム艦長。正体はトルステイン公女インゲボルグ。2年前に軍部に暗殺されそうになり、身を守るため「事故死」と公表して姿をくらます。自国の軍拡や戦争を回避するため、仲間達と共に回航中に奪取し改造したヨツンハイムを使い自国も含む欧州各国艦隊を攻撃する。
カイネ
トルステイン海軍少佐。情報部所属。フレイヤ（インゲボルグ）暗殺の実行犯。暗殺失敗を隠蔽するために、再びフレイヤの命を狙う。高垣とフレイヤを追い詰めるも、「グングニール」によるビフレストの後部機銃座爆発で落下したカッターの下敷きになり死亡。
また、フレイヤの台詞から、彼女の父である先代の公王の暗殺犯でもあった模様。
ピケ
トルステイン海軍中将。トルステイン艦隊司令官。ヨツンハイムの撃沈を図る。
キート
トルステイン海軍少将。トルステイン艦隊首席参謀。
カールソン
トルステイン海軍大佐。トルステイン艦隊次席参謀。
サロネン
トルステイン海軍大佐。トルステイン艦隊水雷戦隊指揮官。勇猛果敢な性格で周囲からは好戦的な印象を持たれているが、ピケのヨツンハイムへの玉砕覚悟の突撃命令を「勇敢と無謀は違う」「勝機のある作戦ならどんな無茶もやって見せましょう。しかし犬死には御免だ」と言って拒否するなど、冷静な戦術眼を持っている。ヨツンハイムがビフレストへの攻撃を中止したことを好機と見て水雷戦隊を突撃させるが、「グングニール」による返り討ちに遭い、戦隊もろとも撃沈され戦死する。
デスタン
フランス海軍中将。フランス艦隊司令官。ヨツンハイムの撃沈を図るが、濃霧の中、ヨツンハイムの位置すらつかめぬまま一方的に攻撃されて戦死し艦隊も全滅する。
バウマン
ドイツ艦隊司令官。ヨツンハイムの撃沈を図り、一時は優位に立つが、ヨツンハイムが掲げた白旗を「ヨツンハイムはどんな艦型識別表にもジェーン海軍年鑑にも載っていない存在しない艦であり、存在しない艦の白旗は存在しない」という理屈で無視して攻撃を続行させたため、樫村の怒りに触れ、反撃を受け、艦橋に直撃弾を受けて戦死する。

### 登場艦船
ヨツンハイム
基準排水量：44,300t、全長：242,5m、全幅：34,8m、主砲：46サンチ連装砲4基8門、副砲：14サンチ3連装砲4基12門、速力：28ノット
フレイヤの乗艦する戦艦。日本が建造を担当したため、檣楼の形状は近代化改装後の長門型戦艦に、また艦体や副砲と高角砲の配置は大和型戦艦の新造時にそれぞれ類似している。日本からの回航中にフレイヤらによって奪取した後に改造され、電探が搭載され、夜間や濃霧下でも正確な測敵・精密照準射撃が可能。また機関は原子力機関に換装されており、原子力のエネルギーを利用した光線砲「グングニール」を搭載している。フレイヤ以外の乗員は全員仮面姿で、素顔を見せないまま戦死している。
姉妹艦にトルステイン艦隊旗艦「ビフレスト」があるが、主砲は40サンチ3連装砲4基12門と火力が劣っている。また、原子力機関や「グングニール」も搭載していない。
ブリシンガメーン
基準排水量：17,000t、全長：220m、全幅：34ノット、搭載機：戦闘機24機、攻撃機18機
トルステイン艦隊の空母。艦影は蒼龍に酷似。
竣工して間もないため乗員の練度は低く、発艦は出来るが着艦は出来ないことから、攻撃後はトルステイン本国の飛行場に着陸する作戦だったが、出撃した41機中帰還できたのは8機のみ。しかもそれらは全て途中で爆弾や魚雷を投棄して逃げ帰った者ばかりで、攻撃を敢行した機体は命中弾を得られないまま全て撃墜された。
石狩
基準排水量：6,460t、主砲：14サンチ単装砲7基、速力：34,2ノット
日本海軍の軽巡洋艦。樫村・高垣ら使節団を乗せトルステインに向かうが、北海でヨツンハイムに撃沈される。
オジュロー
主砲：38サンチ4連装砲2基8門
フランス艦隊旗艦の戦艦。濃霧でヨツンハイムの位置がつかめぬまま、1発も撃てずに撃沈される。艦影はリシュリュー級戦艦に酷似。
ファーフナー
基準排水量：41,700t、全長：251m、主砲：38サンチ連装砲4基8門、副砲：15サンチ連装砲6基12門、10,5サンチ連装高角砲8基16門、速力：29ノット
ドイツ艦隊旗艦の戦艦。ヨツンハイムからの至近射撃を受け撃沈される。艦影はビスマルク級戦艦に酷似。
ベンボー
基準排水量：36,700t、全長：227m、主砲：40サンチ3連装砲3基9門、副砲：15サンチ連装両用砲6基12門、速力：27,5ノット
イギリス艦隊旗艦の戦艦。ドイツ艦隊との交戦後、秘密基地に帰投しようとするヨツンハイムを捕捉し攻撃するも撃沈される。艦影はネルソン級戦艦に酷似。なお、イギリス艦隊のみ司令官以下の乗員が登場しなかった。

## GO!GO!ビスマルク
ライン演習作戦をモチーフとした作品。初出は短編集『特攻大作戦』（徳間書店、1994年、ISBN 4-19-830032-1）収録の描き下ろし作品。

### ストーリー
1941年5月。ノルウェー沖での作戦行動中、ドイツ海軍の最新鋭戦艦「ビスマルク」が消息を絶った。ビスマルクは同海域を航行していたイギリス海軍駆逐艦「ウェンズディ」に接触し、そこで、艦長のシュツットガルトがイギリスへの政治亡命を要請したのである。
報告を受けたチャーチルは主力艦隊を護衛のために出撃させ、一方のヒトラーは機密漏洩を防ぐためビスマルクの撃沈を指令した。

### 登場人物
クラウス・フォン・シュツットガルト
ビスマルク艦長。
友人であるフェルディナント・ポルシェが設計したフォルクスワーゲンの優秀性に触れ工業を重視する考えに至り、戦争を優先するヒトラーに反発し亡命を決断する。自分の命よりも部下とドイツの将来を気遣う。
ジョン・A・ランサム
ウェンズディ艦長。
シュツットガルトに最初に接触したイギリス人。シュツットガルトの人間性に触れ、以降の軍人人生に多大な影響を受ける。なお、本作の物語は1962年5月、デューク・オブ・ヨークの最後の艦長を務めた彼が、航海日誌にしたためた回顧録として始まる。
リヒャルト
ティルピッツ艦長。
シュツットガルトとは士官学校の同期で、彼のことを「貴族の出だから優遇されている」と嫌っている。ヒトラーの指令を受け、ビスマルクの撃沈を図る。

### 登場艦船
ビスマルク
ドイツ海軍の戦艦。乗員は全員シュツットガルトに心酔している。
ティルピッツ
ビスマルクの姉妹艦。ビスマルクとの激しい砲撃戦の末撃沈される。
プリンツ・オイゲン
ドイツ海軍の重巡洋艦。
リシュリュー
フランス海軍の戦艦。史実と異なりドイツ軍に接収されており、ビスマルク撃沈のため出撃するが、キング・ジョージ5世へ一斉射しただけで主砲が故障してしまった。
ローマ
イタリア海軍の戦艦。ビスマルク撃沈のため出撃し、フッドを撃沈するが、「一番沈みやすそう」という理由でイギリス主力艦隊からの集中攻撃を受け、撃沈される。
キング・ジョージ5世
イギリス海軍の戦艦。ビスマルク支援のため出撃するが、リシュリュー同様、プリンツ・オイゲンへ一斉射しただけで主砲が故障してしまった。
ウェンズディ
ランサムが艦長を務めるイギリス海軍の駆逐艦。

## 燃ゆる大海嘯
たいらひろし原案作品。初出は『奇想艦隊』第9号（徳間書店、1995年）に読切掲載。

### ストーリー
194X年。太平洋上に海底火山の噴火によって新しい島が生まれた。その島からは金・銀・プラチナ・アルミニウムなどの天然資源やムウ帝国の遺跡が発見され、列強はこぞって島の領有権を主張し、日・英・米・仏・独・伊・ソの7ヶ国は最新鋭戦艦を島に派遣した。
各国艦隊は睨み合いを続けていたが、嵐によって旗艦以外の全艦艇が行方不明になってしまい、高波の影響で艦は沈没の危機に直面していた。そんな中、嵐の影響で艦から落下した機雷がアメリカ艦隊のモンタナに触れて爆発してしまい、これをきっかけに各国艦隊は戦闘状態に突入してしまう。

### 登場人物
光圀
日本艦隊司令官。仕事は佐々木と渥美に任せ切りにしている。
モデルは徳川光圀。
佐々木
日本艦隊参謀長。光圀からは「助さん」と呼ばれている。
モデルは佐々木助三郎。
渥美
水戸艦長。光圀からは「格さん」と呼ばれている。
モデルは渥美格之進。
ホームズ
イギリス艦隊司令官。「英国の頭脳」と称される策略家。
モデルはシャーロック・ホームズ。
ワトソン
ライオン艦長。ホームズの太鼓持ち。
モデルはジョン・H・ワトスン。
リー
アメリカ艦隊司令官。都合の悪いことを言う部下を片っ端から独房に入れてしまう。
パナール
フランス艦隊司令官。どんな状況下でも食事とワインを欠かさない。
ドッペルゲンガー
ドイツ艦隊司令官。常に冷静沈着で、物事に動じない。
ソ連艦長
姓名不明。小型船の艦長。太平洋艦隊がストライキを起こしたため急遽出撃する。各国艦隊の戦闘のドサクサに紛れて島への上陸を敢行する。
ソ連政治士官
姓名不明。小型船の政治士官。船酔いが酷く、島に上陸した時点で体力が限界を迎えてしまう。

### 登場艦船
水戸
基準排水量：85,000t、全長：283m、全幅：57m、主砲：53サンチ砲9門
日本艦隊旗艦。大和型戦艦の拡大発展型。「最小の船体に最大の主砲」をコンセプトに建造されたため、異常に幅広い船体になってしまい、舵の効きが悪い。また、大口径砲のために次弾装填に時間が掛かる。
ライオン
基準排水量：64,000t、全長：279m、全幅：35,5m、主砲：38サンチ砲18門
イギリス艦隊旗艦。速力を重視し、攻撃力の不足を主砲の門数で補っている。また、上構は前後対称の形状となっている。
モンタナ
基準排水量：70,000t、全長：345m、全幅：33m、主砲：43サンチ砲12門
アメリカ艦隊旗艦。パナマ運河を通れるようにするために設計したため、異常に細長い船体になってしまい、バランスを崩しやすい。
ガスコーニュ
基準排水量：58,000t、全長：270m、全幅：38m、主砲：40サンチ砲10門
フランス艦隊旗艦。リシュリュー級戦艦の発展型。主砲は5連装砲となっており、故障が絶えない。
フリードリヒ・デア・グロッセ
基準排水量：62,000t、全長：273m、全幅：39m、主砲：40サンチ砲10門
ドイツ艦隊旗艦。重装甲の船体となっており、多少の砲撃では損傷を受けない。副舵を取り付け、電気推進を採用しているため、前進・後進を自在に行える。
ヴィットリオ・デ・シーカ
基準排水量：52,000t、全長：262m、全幅：38m、主砲：40サンチ砲9門
イタリア艦隊旗艦。地中海を出た時点で方角を見失ってしまい、島に辿り着くことが出来なくなってしまう。

## 単行本
- 北海の堕天使 1995年4月10日発売（ISBN 4-19-830056-9）
- 黄金の艦隊 2000年4月30日発売（ISBN 4-418-00508-0）

## 関連人物
- 上田信 - 上述の単行本2冊の表紙・背表紙のイラスト執筆を担当。